# Saratoga (groupe canadien)
Pour les articles homonymes, voir Saratoga (groupe).
Saratoga est un groupe de folk rock canadien, originaire de Montréal, au Québec. Formé en 2015, il est composé de Chantal Archambault et de Michel-Olivier Gasse.

## Biographie
Lors de sa création en janvier 2015, cette aventure musicale ne devait qu’être circonstanciel. Le couple avait cru bon prendre la route avec les chansons de l’une et de l’autre. Rapidement, ce projet secondaire à leur carrière respective est devenu une aventure à temps plein. C'est sous le nom Saratoga, inspiré d'une escapade dans une bourgade américaine du même nom, que le duo se présente désormais.
Tel que le mentionne le site officiel du groupe : « Armés d’une guitare et d’une contrebasse, Saratoga voit le Québec dans toute sa grandeur, avec plus d’une centaine de spectacles dans des salles, des lieux de diffusion improvisés, des parcs et des salons. »
Leur mini-album, publié en juin 2015, mérite l’honneur de l'« EP folk de l’année » aux GAMIQ, et le couple remporte plus de la moitié des prix à la bourse Rideau 2016,, mettant la table à plusieurs tournées en Europe pour 2017. Le duo s'allie, entre-temps, à la compagnie de disques Duprince pour sortir son premier long-jeu, Fleur, le 16 octobre 2016,,. En 2019, le groupe lance leur deuxième album Ceci est une espèce aimée. En 2022, le groupe lance un album instrumental : Forêts.

## Membres
- Chantal Archambault - auteure-compositeur-interprète active sur la scène québécoise depuis 2008[8], à qui on doit les albums La romance des couteaux (2010), Les élans (2013), L’amour ou la soif (mini-album, 2014) et À hauteur d’homme (mini-album, 2016)[9].

- Michel-Olivier Gasse - également auteur-compositeur-interprète. Il a longtemps accompagné Chantal Archambault, Vincent Vallières et Dany Placard à la basse, en plus d’avoir fait partie du groupe Caloon Saloon. Également auteur[10], il a fait paraître deux romans, Du cœur à l’établi (2013) et De Rose à Rosa (2014), aux éditions Tête première.

## Discographie
- 2015 : Saratoga EP (Ambiances ambiguës)
- 2016 : Fleur (Duprince)
- 2019 : Ceci est une espèce aimée (Duprince)
- 2022 : Forêts (popop)